# 2003 في سويسرا
فيما يلي قوائم الأحداث التي وقعت خلال عام 2003 في سويسرا.

## سياسة

### تعيين في المنصب
- 1 يناير – ميشلين كالمي راي عضو المجلس الفيدرالي السويسري.
- 1 ديسمبر – آلان بيرسيت عضو مجلس الولايات السويسري.
- 1 ديسمبر – ديديي بوركالتر عضو المجلس الوطني السويسري.
- 1 ديسمبر – سيمونيتا سوماروغا عضو مجلس الولايات السويسري.
- 1 ديسمبر – غي بارميلين عضو المجلس الوطني السويسري.

### انتهاء فترة المنصب
- 30 نوفمبر – جيان-ريتو بلاتنر عضو مجلس الولايات السويسري.
- 30 نوفمبر – سيمونيتا سوماروغا عضو المجلس الوطني السويسري.

## برامج ومسلسلات وأنمي
- بينغو

## وفيات

### يناير
- 10 يناير – سي دوغلاس ديلون (مواليد 1909)
- 19 يناير – فرانسواز جيرو (مواليد 1916)

### أغسطس
- 11 أغسطس – أرمان بورل (مواليد 1923) رياضياتي سويسري.